# Étréchy (Cher)
Étréchy is een gemeente in het Franse departement Cher (regio Centre-Val de Loire) en telt 424 inwoners (2005). De plaats maakt deel uit van het arrondissement Bourges.

## Geografie
De oppervlakte van Étréchy bedraagt 32,4 km², de bevolkingsdichtheid is 13,1 inwoners per km².
De onderstaande kaart toont de ligging van Étréchy (Cher) met de belangrijkste infrastructuur en aangrenzende gemeenten.

## Demografie
Onderstaande figuur toont het verloop van het inwonertal (bron: INSEE-tellingen).

1. ↑  Populations de référence 2022.